# Caloveto
Caloveto és un municipi italià, dins de la província de Cosenza, que limita amb els municipis de Calopezzati, Cropalati, Longobucco i Pietrapaola a la mateixa província.

## Evolució demogràfica
| Població censada al municipi de Caloveto | Població censada al municipi de Caloveto      | Població censada al municipi de Caloveto |
| ---------------------------------------- | --------------------------------------------- | ---------------------------------------- |
|                                          |                                               |                                          |
| Notes:                                   | Elaboració gràfica per part de la Viquipèdia  |                                          |
|                                          | Font: ISTAT (Institut Nacional d'Estadística) |                                          |